# Selleris
Selleris ist ein Ortsteil der Gemeinde Nobitz im Landkreis Altenburger Land in Thüringen.

## Lage
Der Ortsteil liegt am rechten Unterhang des Pleißetals 6 Kilometer von Altenburg und nordwestlich von der Kerngemeinde entfernt. Die nahe der Sprotte an der Straße nach Saara gelegenen Häuser werden „Kleinselleris“ genannt. Die Sprotte mündet östlich des Orts in die Pleiße.

## Geschichte
Der Ortsteil wurde 1181–1214 als „Zeldors“ im Zehntenregister des Klosters Bosau erstmals erwähnt. Selleris gehörte zum wettinischen Amt Altenburg, welches ab dem 16. Jahrhundert aufgrund mehrerer Teilungen im Lauf seines Bestehens unter der Hoheit folgender Ernestinischer Herzogtümer stand: Herzogtum Sachsen (1554 bis 1572), Herzogtum Sachsen-Weimar (1572 bis 1603), Herzogtum Sachsen-Altenburg (1603 bis 1672), Herzogtum Sachsen-Gotha-Altenburg (1672 bis 1826). Bei der Neuordnung der Ernestinischen Herzogtümer im Jahr 1826 kam der Ort wiederum zum Herzogtum Sachsen-Altenburg.
Nach der Verwaltungsreform im Herzogtum gehörte er bezüglich der Verwaltung zum Ostkreis (bis 1900) bzw. zum Landratsamt Altenburg (ab 1900). Das Dorf gehörte ab 1918 zum Freistaat Sachsen-Altenburg, der 1920 im Land Thüringen aufging. 1922 kam es zum Landkreis Altenburg.
Am 1. Juli 1950 wurde Selleris nach Lehndorf eingemeindet. Bei der zweiten Kreisreform in der DDR wurden 1952 die bestehenden Länder aufgelöst und die Landkreise neu zugeschnitten. Somit kam Selleris als Ortsteil von Lehndorf mit dem Kreis Altenburg an den Bezirk Leipzig, der seit 1990 als Landkreis Altenburg zu Thüringen gehörte und 1994 im Landkreis Altenburger Land aufging. Mit dem Aufgehen der Gemeinde Lehndorf in der Einheitsgemeinde Saara wurde Selleris am 1. Januar 1996 ein Ortsteil dieser Gemeinde, bis diese wiederum am 31. Dezember 2012 zu Nobitz kam. 2012 wohnen 100 Personen im Ort. 1880 gab es 24 Häuser, davon drei Bauerngüter und eine Mühle. Fachwerkhäuser und Einfamilienhäuser bestimmen das Dorfbild von heute. 2010 wurde ein weiteres Neubaugebiet geplant.